# Благодатне (селище, Донецький район)
Благода́тне (до 2016 року — смт Во́йкове) — селище Харцизької міської громади Донецького району Донецькій області, Україна. Розташоване за 16 км від Харцизька (автошлях Т 0507).

## Населення

### Мова
Розподіл населення за рідною мовою за даними перепису 2001 року:
| Мова       | Кількість | Відсоток |
| ---------- | --------- | -------- |
| російська  | 49        | 80.33%   |
| українська | 12        | 19.67%   |
| Усього     | 61        | 100%     |

За даними перепису 2001 року населення селища становило 61 особу, з них 19,67 % зазначили рідною мову українську та 80,33 %— російську.